# Đào thoát khỏi Bắc Triều Tiên
Đào thoát khỏi Cộng hòa Dân chủ Nhân dân Triều Tiên là hiện tượng những người mang quốc tịch CHDCND Triều Tiên vượt biên khỏi quốc gia này để sang một quốc gia khác, thường là Hàn Quốc. Ở Hàn Quốc, những người như vậy được gọi bằng nhiều thuật ngữ, bao gồm "người tị nạn miền bắc" và "người định cư mới".
Số lượng người đào thoát khỏi Triều Tiên diễn ra cao trào trong nạn đói Bắc Triều Tiên vào thập niên 1990. Mặc dù số người đào thoát khỏi CHDCND Triều Tiên đạt đỉnh điểm vào năm 1998 và 1999, nhưng số lượng ước tính đã giảm kể từ đó. Nguyên nhân chính cho số lượng người đào thoát sụt giảm là do chính sách tuần tra biên giới nghiêm ngặt, trục xuất cưỡng bức, chi phí đào tẩu tăng lên, cũng như vì chính quyền đã kiểm soát được nạn đói. Hành trình phổ biến nhất của người đào tẩu là băng qua biên giới Trung-Triều sang các tỉnh Cát Lâm và Liêu Ninh ở phía Đông Bắc Trung Quốc. Khoảng 76% đến 84% số người đào thoát Triều Tiên được phỏng vấn ở Trung Quốc hoặc Hàn Quốc đều đến từ các tỉnh đông bắc giáp Trung Quốc.
Người đào thoát thường sẽ trốn sang một nước thứ ba, do Trung Quốc là một đồng minh thân thiết của Triều Tiên. Trung Quốc là nước có ảnh hưởng lớn nhất trong số ít các đối tác kinh tế của CHDCND Triều Tiên khi quốc gia này phải chịu các lệnh trừng phạt của Liên Hợp Quốc trong nhiều thập kỷ, và cũng là nguồn viện trợ lớn nhất và liên tục của đất nước. Để tránh làm xấu đi mối quan hệ căng thẳng trên bán đảo Triều Tiên, Trung Quốc từ chối cấp phép tị nạn cho người Triều Tiên và coi họ là những người di cư kinh tế bất hợp pháp. Nếu những người đào thoát bị bắt ở Trung Quốc, họ sẽ bị trục xuất về lại Triều Tiên, nơi mà họ thường phải đối mặt với hình phạt tra tấn khắc nghiệt và nhiều năm tù tội, hoặc thậm chí là chết trong các trại tù chính trị như các trại Yodok, Pukchang; hoặc các trại cải tạo như trại Chungsan và trại Chongori.
Trong giai đoạn quốc tang sau cái chết của Kim Jong-il vào ngày 17 tháng 12 năm 2011 và sự kế nhiệm của Kim Jong-un, phong trào vượt biên của người dân đã bị thắt chặt và kiểm soát chặt chẽ. Chính quyền yêu cầu các hộ gia đình sống gần biên giới phải thay phiên canh gác, đồng thời có các cảnh báo chính thức rằng ba thế hệ của một gia đình sẽ bị tiêu diệt nếu bị phát hiện có khiếm khuyết, cũng như có hành động bao che cho những kẻ đào tẩu. Kết quả là số người đào thoát Triều Tiên đã giảm đáng kể. Theo một báo cáo của Liên Hợp Quốc, bất kỳ người Triều Tiên nào đào thoát trái phép có thể bị bắn ngay tại hiện trường, hoặc bị trục xuất trở lại và bị tra tấn, tù đày, thậm chí tử hình.

## Thuật ngữ
Các thuật ngữ khác nhau, chính thức và không chính thức, đề cập đến những người tị nạn Triều Tiên. Ngày 9 tháng 1 năm 2005, Bộ thống nhất Hàn Quốc đã thông báo việc sử dụng  saeteomin (새터민, nghĩa đen: "những người ở vùng đất mới") thay cho talbukja (탈북자, "những người trốn chạy khỏi miền Bắc"), một thuật ngữ mà các quan chức Triều Tiên bày tỏ sự không hài lòng. Thuật ngữ mới hơn là bukhanitaljumin (hangul: 북한이탈주민 hanja: 北韓離脫住民), có ý nghĩa mạnh mẽ hơn là "cư dân đã từ bỏ Triều Tiên".
Chuyên gia về Triều Tiên Andrei Lankov đã chỉ trích thuật ngữ "những người đào tẩu", vì hầu hết những người chạy trốn khỏi đất nước để tị nạn không phải vì bất đồng chính kiến với chế độ, mà là vì muốn thoát khỏi cảnh đói nghèo.

## Nhân khẩu
Từ năm 1953, 100,000–300,000 người Triều Tiên đã đào tẩu, hầu hết trong số họ đã trốn sang Nga hoặc Trung Quốc. Số lượng đó lên đến đỉnh điểm vào năm 2009, khi có tới 2,914 người Triều Tiên đào tẩu, đông nhất kể từ sau khi kết thúc chiến tranh Triều Tiên.
Theo Courtland Robinson, trợ lý giáo sư tại Trung tâm Ứng phó với Người tị nạn và Thảm họa tại Trường Y tế Công cộng Bloomberg của Đại học Johns Hopkins, khoảng 10.000 người đào thoát Bắc Triều Tiên đang sống ở Trung Quốc. 1.418 người đã được đăng ký đến Hàn Quốc vào năm 2016. Vào năm 2017, có 31.093 người đào thoát đã đăng ký với Bộ thống nhất Hàn Quốc, trong đó 71% là phụ nữ. Theo thống kê năm 2018, trong 20 năm qua, hơn 30.000 người Triều Tiên đã đào thoát sang Hàn Quốc, trong đó có khoảng 4.500 trẻ em. Tuy nhiên, kể từ khi Kim Jong-un lên nắm quyền cuối năm 2011, số lượng người đào tẩu đã giảm đáng kể, xuống mức dưới 1000 người hàng năm. Năm 2017 chứng kiến số người đào tẩu giảm xuống mức thấp nhất trong vòng 16 năm trở lại đây; từ 5.000 người đào tẩu trong năm năm lãnh đạo cuối của cố chủ tịch Kim Jong-il, số người chạy trốn đã giảm xuống còn 1.127. Con số này vẫn tiếp tục giảm, khi chỉ 1,047 người chạy trốn thành công trong năm 2019.
Dựa trên một nghiên cứu về những người đào thoát Triều Tiên, phụ nữ chiếm đa số những người đào thoát. Năm 2002, họ chiếm 55,5% số người bỏ trốn sang Hàn Quốc (1,138 người) và đến năm 2011 con số này đã tăng lên 70,5% (2.706 người). Theo điều tra của Reuters, không giống những người đàn ông thường phải đi lính và tham gia lao động tập thể, phụ nữ Triều Tiên được thoải mái hơn. Nhiều người trong số họ tham gia kinh doanh, buôn bán, thậm chí buôn lậu, nên có nhiều cơ hội đào thoát. Nhiều phụ nữ rời khỏi miền Bắc vì họ có nhiều khả năng bị khó khăn về tài chính. Điều này là do tỷ lệ phụ nữ làm việc trong khu vực dịch vụ, trong khi nam giới làm việc trong quân đội - 33% số người đào thoát đã cho rằng lý do kinh tế là quan trọng nhất. Ngược lại, nam giới lại có khuynh hướng rời khỏi đất nước do áp lực về chính trị, hệ tư tưởng hoặc giám sát.

## Theo điểm đến

### Hàn Quốc

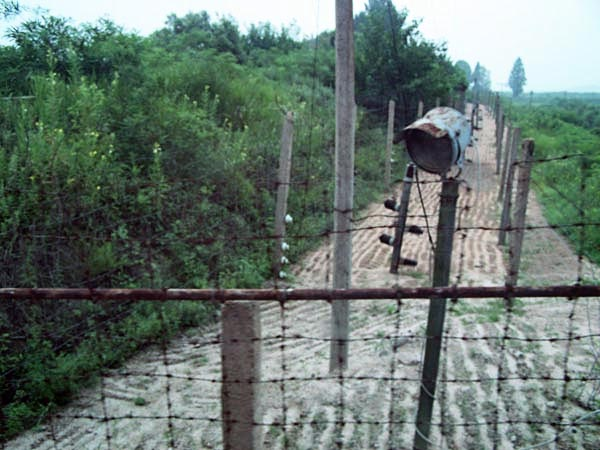
Một hàng rào điện được sử dụng trong khu phi quân sự Triều Tiên để ngăn cách Triều Tiên với Hàn Quốc. Đằng sau hàng rào, có một dải mìn ẩn bên dưới nó.

Chính quyền Hàn Quốc luôn dang tay đón nhận những người đào thoát Triều Tiên, xem cả 25 triệu người ở miền Bắc như là công dân của mình. Một khi đặt chân được đến Hàn Quốc, họ sẽ trải qua vòng thẩm phán để xác định danh tính nhằm loại bỏ những phần tử gián điệp, trước khi được chính quyền Seoul cấp quốc tịch và hỗ trợ tối đa về trợ cấp, nhà ở, tiện ích để sớm hòa nhập vào xã hội mới. Do đó, hầu hết những người tị nạn Triều Tiên đều chọn Hàn Quốc là nơi sinh sống lâu dài. Cho đến nay, số người đào thoát đến miền Nam kể từ sau Chiến tranh Triều Tiên là hơn 26.000 người.
Do khu phi quân sự Triều Tiên luôn được tuần tra rất nghiêm ngặt với số lượng lớn bãi mìn rải rác, có các hàng rào điện, đồn bảo vệ và các thiết bị quân sự khác ở hai bên biên giới nên rất ít người có thể vượt qua khu vực này vì họ có thể bị bắn chết trên đất Triều Tiên trước khi sang được phía bên kia. Những trường hợp đào tẩu qua khu phi quân sự thường là từ chính những quân lính Triều Tiên canh gác ở đó, khi họ là những người chịu trách nhiệm chính cho an ninh của khu vực. Tuy nhiên, cũng chỉ có 20 trường hợp đào thoát thành công kể từ năm 1996.
Thông thường, người đào tẩu trên đường đến Hàn Quốc đều sang Trung Quốc trước. Họ thường vượt biên vào Trung Quốc giữa đêm tối, sau đó trải qua quãng đường dài 4.300 km từ Trung Quốc sang Lào, rồi vượt biên vào Thái Lan với đủ loại phương tiện giao thông như xe lửa, xe buýt, thuyền và thậm chí đi bộ xuyên rừng. Tại đây, sau khi đầu thú với cảnh sát Thái Lan, họ sẽ được gửi tới đại sứ quán Hàn Quốc ở Bangkok. Bên cạnh tuyến đường bộ, đã có những trường hợp người Triều Tiên đào thoát qua Hàn Quốc bằng đường thủy, bằng cách dùng thuyền băng qua biên giới trên biển giữa hai miền, dù hình thức này ít diễn ra vì chứa đựng nhiều rủi ro.
Ngoài ra, người đào tẩu cũng có thể xâm nhập vào các cơ quan ngoại giao Hàn Quốc ở Trung Quốc để nhận được sự bảo lãnh. Tuy nhiên, Trung Quốc gần đây đã bố trí lực lượng an ninh dày đặc xung quanh đại sứ quán và các lãnh sự quán Hàn Quốc để ngăn chặn những người Triều Tiên tiếp cận. Theo một bài báo năm 2014 của Đại học Ngoại ngữ Hankuk, các cơ quan ngoại giao Hàn Quốc ở Trung Quốc nói chung không thể (hoặc không sẵn lòng) giúp đỡ những người Triều Tiên đào tẩu muốn tiếp cận họ, mặc dù có những trường hợp ngoại lệ khi Hàn Quốc đã yêu cầu sự cho phép của Trung Quốc để chuyển giao một người đào tẩu Triều Tiên vào một cơ quan ngoại giao của Hàn Quốc.

### Trung Quốc

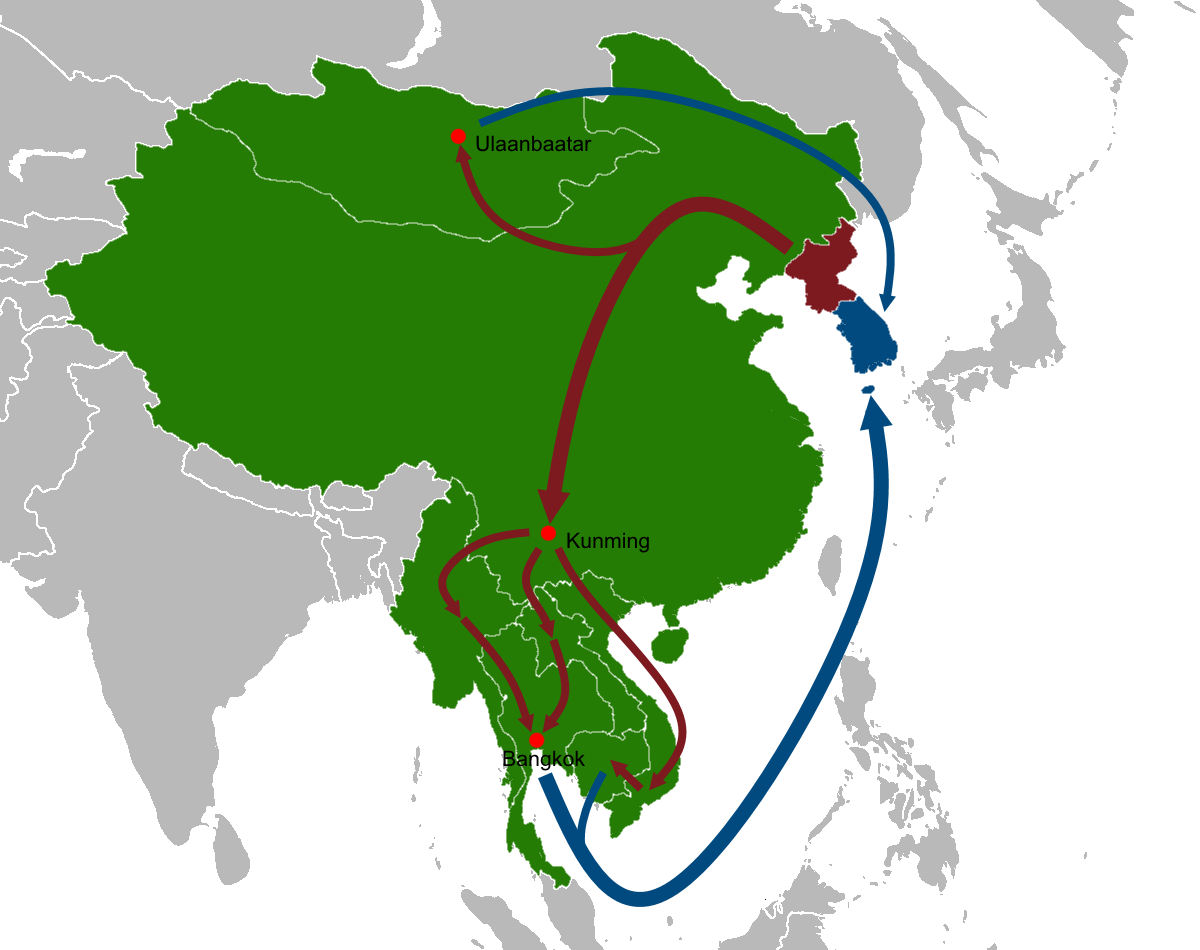
Các tuyến đường điển hình đến Hàn Quốc của người đào thoát Triều Tiên là qua Trung Quốc và Đông Nam Á.

Trung Quốc là điểm vượt biên phổ biến nhất của những người tị nạn Triều Tiên. Sông Đồ Môn ở biên giới Trung-Triều thường là nơi xâm nhập Trung Quốc chủ yếu của những người tị nạn do lòng sông khá nông vào mùa hè và đóng băng vào mùa đông. Từ đây, họ có thể làm việc bất hợp pháp, mặc dù có thể bị bóc lột, hoặc tìm cơ hội sang Hàn Quốc. Theo ước tính của Bộ Ngoại giao Mỹ, 30.000 đến 50.000 trong số nhiều người Triều Tiên đang lẫn trốn ở Trung Quốc có tư cách pháp nhân của người tị nạn. Những người tị nạn này thường không được xem là thành viên của cộng đồng người Triều Tiên tại Trung Quốc, và cuộc tổng điều tra dân số của Trung Quốc không tính đến họ. Một số người không có khả năng đến Hàn Quốc đã kết hôn với người gốc Triều Tiên ở Trung Quốc và định cư ở đó; họ hòa trộn vào cộng đồng nhưng sẽ bị trục xuất nếu bị chính quyền phát hiện.
Giáo sư Courtland Robinson thuộc Trường Y tế Công cộng Bloomberg thuộc Đại học Johns Hopkins ước tính rằng trong quá khứ, tổng số 6.824 và 7.829 trẻ em được sinh ra bởi phụ nữ Triều Tiên ở ba tỉnh Đông Bắc Trung Quốc. Gần đây, các kết quả điều tra được tiến hành vào năm 2013 bởi Johns Hopkins và Viện Nghiên cứu Thống nhất Quốc gia Hàn Quốc (còn gọi là KINU) cho thấy có khoảng 8.170 người đào thoát Triều Tiên và 15.675 trẻ em Triều Tiên ở cùng ba tỉnh Đông Bắc là Cát Lâm, Liêu Ninh và Châu tự trị dân tộc Triều Tiên Diên Biên.
Trong giữa những năm 1990, tỷ lệ nam và nữ đào thoát là tương đối cân bằng. Vào đầu những năm 1990, lao động nam giới có giá trị vì những người đào thoát Triều Tiên có thể làm việc tại các nhà máy và xí nghiệp Trung Quốc và được đổi lại có nơi ẩn náu. Tuy nhiên, do các vấn đề an ninh xã hội gia tăng bao gồm tội phạm và bạo lực liên quan đến người Triều Tiên, giá trị lao động nam giảm. Mặt khác, nữ giới có thể tìm thấy phương án giải quyết dễ dàng hơn bao gồm thực hiện các nhiệm vụ lao động nhỏ hơn và kết hôn với người dân Trung Quốc bản địa. Tính đến nay, 80-90% người di tản khỏi CHDCND Triều Tiên trú ngụ ở Trung Quốc là phụ nữ định cư qua hôn nhân thực tế; một số lượng lớn họ đã phải trải qua hôn nhân cưỡng ép và buôn người.
Trước năm 2009, hơn 70% phụ nữ Triều Tiên đào thoát là nạn nhân của nạn buôn người. Do tình trạng dễ bị thương tổn của họ vì là những người di cư bất hợp pháp nên họ được bán với giá thấp, khoảng 3.000 đến 10.000 nhân dân tệ. Những hành vi lạm dụng bạo lực bắt đầu đến với họ ở những căn hộ gần biên giới Trung-Triều, từ đó những người phụ nữ này được chuyển đến các thành phố xa hơn để làm việc như nô lệ tình dục. Chính quyền Trung Quốc nhiều lần truy lùng, bắt giữ và hồi hương những nạn nhân Triều Tiên này. Chính quyền Triều Tiên tiếp tục đưa người bị buộc hồi hương vào các trại lao động hình sự và/hoặc hành quyết họ, đồng thời cho diệt chủng những đứa trẻ mang dòng máu Trung Quốc của họ "để bảo vệ dòng máu tinh khiết của Triều Tiên" và ép phá thai đối với những người hồi hương mang thai mà không bị hành quyết. Sau năm 2009, tỷ lệ phụ nữ Triều Tiên đào thoát đã có liên quan đến buôn người đã giảm tới 15% kể từ khi có nhiều người đào tẩu bắt đầu sang Hàn Quốc từ Trung Quốc thông qua các nhóm có tổ chức do các công ty môi giới lãnh đạo. Tuy nhiên, con số thực tế có thể lớn hơn vì nhiều phụ nữ được đào tạo thường phủ nhận kinh nghiệm về mại dâm.
Trung Quốc từ chối cấp tình trạng tị nạn cho những người đào thoát Triều Tiên và coi họ là những người di cư kinh tế bất hợp pháp. Chính quyền Trung Quốc đã nhiều lần bắt giữ và trục xuất hàng trăm người đào thoát về lại Triều Tiên, đôi khi trong các cuộc càn quét di dân hàng loạt. Công dân Trung Quốc nếu không bắt quả tang hoặc bao che những người đào thoát sẽ phải đối mặt với án phạt tù. Tuy nhiên, vào đầu những năm 1990, chính phủ Trung Quốc tỏ ra tương đối khoan dung với những người đào thoát Triều Tiên. Trừ khi phía Triều Tiên gửi yêu cầu đặc biệt, chính phủ Trung Quốc không thể hiện sự kiểm soát gắt gao đối với những nơi cư trú của người Triều Tiên trên lãnh thổ Trung Quốc. Số người đào thoát vì vậy tăng mạnh, gây được sự chú ý của quốc tế. Do đó, Trung Quốc đã tăng cường kiểm tra những người đào thoát Bắc Triều Tiên và bắt đầu trục xuất họ.
Vào tháng 2 năm 2012, chính quyền Trung Quốc đã buộc hồi hương 19 người đào thoát Bắc Triều Tiên đang bị giam giữ tại Thẩm Dương và năm người đào thoát ở Trường Xuân từ cùng một địa điểm. Trường hợp của 24 tù nhân, những người đã bị giam giữ từ đầu tháng 2 năm đó, đã thu hút sự chú ý của quốc tế do hình phạt nghiêm khắc được báo cáo của Triều Tiên đối với những người cố gắng đào tẩu. Trung Quốc hồi hương người tị nạn Bắc Triều Tiên theo thỏa thuận được thực hiện với Triều Tiên, đồng minh của họ. Các nhà hoạt động nhân quyền nói rằng những người bị hồi hương thường phải đối mặt với những hình phạt khắc nghiệt, bao gồm cả tra tấn và cầm tù trong các trại lao động.
Các nhà hoạt động nhân quyền của Hàn Quốc đang tiếp tục tiến hành các cuộc tuyệt thực và kêu gọi Hội đồng Nhân quyền Hoa Kỳ ngăn chặn việc Trung Quốc hồi hương những người tị nạn.
Các tổ chức nhân quyền đã tổng hợp danh sách hàng trăm người đào thoát Bắc Triều Tiên bị Trung Quốc cho hồi hương. Đối với một vài người trong số họ, số phận sau khi bị buộc hồi hương về Bắc Triều Tiên là từ bị tra tấn, giam giữ, bỏ tù cho đến tử hình. Danh sách này bao gồm cả các công nhân nhân đạo, những người bị ám sát hoặc bị bắt cóc bởi các đặc vụ Bắc Triều Tiên vì đã giúp đỡ người tị nạn.
Vào tháng 4 năm 2016, chính quyền Trung Quốc cho phép 13 nhân viên nhà hàng Triều Tiên Ryugyong ở Ninh Ba, tỉnh Chiết Giang đào tẩu sang Hàn Quốc do họ đã nhập cảnh Trung Quốc trước đó hoàn toàn hợp pháp với các hộ chiếu và thị thực do chính phủ Triều Tiên và Trung Quốc cấp. Nhờ sự hỗ trợ của Cơ quan Tình báo Trung ương Hàn Quốc (NIS), 13 người này đã di chuyển tới Thượng Hải bằng phương tiện chuẩn bị từ trước, sau đó bay từ Thượng Hải tới Kuala Lumpur, đến Đại sứ quán Hàn Quốc tại Malaysia rồi tiếp tục bay đến Hàn Quốc. Vụ việc trở nên gây tranh cãi hai năm sau khi bốn nữ nhân viên nói rằng họ bị đưa đến Hàn Quốc trái với ý muốn của họ, trong khi quản lý nhà hàng cho rằng anh ta đã bị cơ quan tình báo Hàn Quốc gây sức ép. Phía Triều Tiên đã cáo buộc Hàn Quốc bắt cóc công dân của họ, yêu cầu Seoul phải xin lỗi và trả những người này về lại Triều Tiên.

### Mông Cổ
Con đường ngắn hơn nhiều với những người đào tẩu đến Hàn Quốc so với tuyến đường Trung Quốc - Lào - Thái Lan là tuyến đường Trung Quốc - Mông Cổ. Chính phủ Mông Cổ cố gắng duy trì mối quan hệ tốt đẹp với cả Triều Tiên và Hàn Quốc nhưng tỏ ra thông cảm với người tị nạn Triều Tiên. Những người tị nạn Triều Tiên bị bắt tại Mông Cổ đều được gửi đến Hàn Quốc, thậm chí còn được cấp một vé máy bay miễn phí. Tuy nhiên, sử dụng tuyến đường này đòi hỏi những người đào tẩu phải vượt qua các địa hình khắc nghiệt của sa mạc Gobi. Ngoài ra, việc Trung Quốc gia tăng kiểm soát biên giới chặt chẽ hơn với Mông Cổ đã khiến tuyến đường này trở nên ít phổ biến hơn. Nhà hoạt động nhân quyền nổi tiếng Park Yeon-mi đã từng đào thoát qua Mông Cổ trước khi được chính quyền nước này gửi sang Hàn Quốc.

### Nhật Bản
Những người Triều Tiên nếu có phương tiện đường thủy có thể vượt biển sang Nhật Bản thông qua biển Nhật Bản. Do Nhật Bản không có quan hệ ngoại giao chính thức với Bắc Triều Tiên, những người tị nạn Triều Tiên sẽ được chính quyền Tokyo bàn giao lại cho Hàn Quốc. Đã có nhiều trường hợp những người đào thoát Bắc Triều Tiên đào thoát trực tiếp đến Nhật Bản. Vào tháng 1 năm 1987, một chiếc thuyền bị đánh cắp chở 13 người Bắc Triều Tiên đã dạt vào bờ ở cảng Fukui ở tỉnh Fukui và sau đó được đưa đến Hàn Quốc thông qua Đài Loan. Vào tháng 6 năm 2007, sau chuyến đi thuyền sáu ngày, một gia đình bốn người Bắc Triều Tiên đã được cảnh sát biển Nhật Bản tìm thấy ngoài khơi bờ biển của tỉnh Aomori. Sau đó họ được đưa đi định cư ở Hàn Quốc. Vào tháng 9 năm 2011, cảnh sát biển Nhật Bản đã tìm thấy một chiếc thuyền gỗ chứa chín người, ba người đàn ông, ba phụ nữ và ba chàng trai. Nhóm đã đi thuyền trong năm ngày về phía Hàn Quốc nhưng đã trôi dạt về phía bán đảo Noto và tưởng rằng họ đã đến Hàn Quốc. Họ đã được tìm thấy trong tình trạng sức khỏe tốt. Đến tháng 11 năm 2017, cảnh sát biển Nhật Bản phát hiện một thi thể đàn ông và những mảnh vỡ của chiếc thuyền gỗ được cho là đã đào thoát từ Triều Tiên trên đảo Sado, ngoài khơi tỉnh Niigata Trước đó, cảnh sát thành phố Yurihonjo, tỉnh Akita cũng bắt 8 người đàn ông tự nhận đến từ Triều Tiên, sau khi tàu gỗ của những người này trôi dạt vào bờ biển Nhật Bản.
Ngày 17 tháng 7 năm 2016, cảnh sát Nhật Bản bắt gặp một thanh niên người Triều Tiên đang lang thang trên đường tại quận Senzaki thuộc thành phố cảng Nagato ở tỉnh Yamaguchi. Người này khai với cảnh sát rằng anh ta đến từ Chongjin và đã bỏ trốn sang Senzaki bằng một chiếc thuyền gỗ băng qua biển Nhật Bản. Khi đến gần Senzaki, thanh niên này nhảy xuống biển, ôm một thùng nhựa và trôi dạt vào bờ tối trước đó. Người đào tẩu đào thoát vì bị chính quyền truy lùng do xem phim Hàn Quốc, một hành động phạm tội hình sự ở Triều Tiên.
Theo một bài báo năm 2020 của Đại học Waseda, các nhà ngoại giao và tổ chức phi chính phủ Nhật Bản đã âm thầm hợp tác với chính quyền Trung Quốc để đưa một số người đào tẩu Triều Tiên đến Nhật Bản. Trung Quốc ngừng hợp tác với Nhật Bản về vấn đề này vào năm 2010 sau khi quan hệ hai nước xấu đi vì tranh chấp quần đảo Senkaku/Điếu Ngư.
Nhật Bản tái định cư khoảng 140 người dân tộc Triêu Tiên đã quay trở lại Nhật Bản sau khi ban đầu di cư sang Bắc Triều Tiên theo dự án "hồi hương" hàng loạt từ năm 1959-1984 của người Triều Tiên từ Nhật Bản. Dự án được cho là nhân đạo này, được Chongryon hỗ trợ và được thực hiện bởi Hội Chữ thập đỏ Nhật Bản và Bắc Triều Tiên, đã tham gia tái định cư cho khoảng 90.000 tình nguyện viên (chủ yếu là từ Hàn Quốc) ở Bắc Triều Tiên, được Chongryon gọi là "thiên đường trên trái đất". Một số người Triều Tiên đã hồi hương, bao gồm Kim Hyon-hui, một sinh viên của Yaeko Taguchi, tiết lộ bằng chứng về nơi ở của các công dân Nhật Bản đã bị bắt cóc bởi Triều Tiên.

### Philippines
Trước đây Philippines đã từng là điểm trung chuyển cho người tị nạn Triều Tiên, thường đến từ Trung Quốc và sau đó được gửi sang Hàn Quốc. Một điện tín của Đại sứ quán Hoa Kỳ năm 2005 do WikiLeaks tiết lộ cho thấy rằng trong hai năm, Đại sứ quán Hàn Quốc tại Bắc Kinh đã tạo điều kiện thuận lợi cho việc vận chuyển gần 500 người tị nạn hàng năm đến Sân bay quốc tế Ninoy Aquino để chuyển đến Hàn Quốc. Tính đến năm 2010, có 4.846 người Bắc Triều Tiên ở Philippines. Cũng có thể có một số người tị nạn Triều Tiên không biết đến đã trộn lẫn vào cộng đồng người Hàn Quốc ở Philippines. Đất nước này khó tiếp cận hơn vì những người tị nạn phải di chuyển qua Trung Quốc và lên thuyền đi đến quốc đảo này.

### Nga
Những người tị nạn Triều Tiên hiếm khi đào thoát sang Nga, do biên giới Nga-Triều được canh gác nghiêm ngặt hơn và cộng đồng người Triều Tiên tại Nga rất nhỏ. Khi mối quan hệ Nga-Triều tạm thời nguội lạnh sau năm 1991, người đào thoát có thể vượt biên sang Nga mà không lo bị chính quyền nước này trục xuất. Nhưng khi quan hệ hai nước nồng ấm trở lại vào thập niên 2000, những người đào thoát có nguy cơ bị trục xuất rất cao. Về mặt lý thuyết, Nga có thể cấp quyền tị nạn cho người đào thoát, nhưng họ sẽ phải trải qua quá trình xét duyệt gắt gao, và chính quyền Nga thường sẽ trục xuất họ. Nga nói chung không chào đón người tị nạn Triểu Tiên. Trong tổng số 211 người Triều Tiên đào tẩu xin tị nạn ở Nga từ năm 2004 đến 2014, chỉ có hai người được tị nạn dài hạn, trong khi có 90 người chỉ được tị nạn tạm thời trong vòng một năm.
Một nghiên cứu của Đại học Kyung Hee ước tính khoảng 10.000 người Triều Tiên sống ở vùng Viễn Đông Nga. Nhiều người đã sang đây để làm việc ở các nhà máy, trại khai thác mỏ hoặc gỗ do chính quyền Triều Tiên thành lập ở đó, và cũng là một nguồn thu ngoại tệ quan trọng của quốc gia này. Những công nhân ở đây phải lao động như nô lệ trong môi trường khắc nghiệt và luôn bị lực lượng an ninh Triều Tiên theo dõi chặt chẽ để ngăn chặn ý định đào tẩu. Tuy nhiên, số người đào thoát khỏi những trại lao động này rất đông. Cả cơ quan ngoại giao Hàn Quốc và cộng đồng người Triều Tiên tại Nga đều miễn cưỡng hỗ trợ cho họ. Người ta tin rằng CHDCND Triều Tiên đã ra lệnh ám sát lãnh sự Hàn Quốc Choi Duk-gun vào năm 1996 cũng như hai công dân vào năm 1995, để đáp trả lại sự tiếp xúc của họ với những người tị nạn. Chính quyền Nga cũng nhiều lần can thiệp để trục xuất những người Triều Tiên đào thoát đang cư trú ở Nga, theo yêu cầu của Bình Nhưỡng.
Tính đến năm 1999, chỉ có khoảng 100 đến 500 người tị nạn Triều Tiên trong khu vực. Tuy nhiên, số lượng đang tăng nhanh. Năm 2003, Serge Darkin, Thống đốc Primorsky Krai, đề nghị cho phép tới 150.000 người tị nạn Bắc Triều Tiên ở Trung Quốc định cư ở Nga, nhưng kế hoạch của ông đã không được thực hiện.
Vào tháng 11 năm 2007, cơ quan thực thi pháp luật Nga đã bắt cóc một người xin tị nạn Bắc Triều Tiên trước một văn phòng Dịch vụ Di cư Liên bang ở Moskva và chuyển anh ta sang các đại lý của các dịch vụ đặc biệt của Triều Tiên. Người tị nạn sau đó đã trốn thoát khỏi một cơ sở ở Vladivostok và nhận được sự hỗ trợ của NGO và UNHCR nhằm ngăn chặn nguy cơ bị trục xuất của anh ta. Người này sau đó đã được cấp quyền tị nạn ở một quốc gia phương Tây.
Tháng 11 năm 2014, Triều Tiên và Nga đã ký một thỏa thuận đặc biệt, theo đó các công dân của một trong hai quốc gia "được cho là đã nhập cảnh bất hợp pháp hoặc đang sống trong lãnh thổ của quốc gia còn lại mà không có giấy tờ cư trú hợp lệ" sẽ bị buộc hồi hương. Hai nước cũng sẽ dẫn độ bất cứ ai bị kết tội trong lãnh thổ của nhau. Mặc dù phía Nga tuyên bố những người có nguy cơ bị bức hại khi hồi hương sẽ không được trả lại theo hiệp ước, động thái này của Bình Nhưỡng sẽ khiến làn sóng bỏ trốn của các công nhân Triều Tiên làm việc tại Nga giảm mạnh.

### Châu Âu
Nghiên cứu của tổ chức nhân quyền Liên minh châu Âu vì nhân quyền ở Bắc Triều Tiên tuyên bố rằng có khoảng 1.400 người tị nạn Triều Tiên ở châu Âu vào năm 2014. Trích dẫn các số liệu thống kê của UNHRC báo cáo xác định các cộng đồng Triều Tiên ở Bỉ, Đan Mạch, Phần Lan, Pháp, Đức, Luxembourg, Hà Lan, Na Uy, Thụy Điển và Vương quốc Anh.
Cộng đồng Triều Tiên lớn nhất ở châu Âu cư trú ở New Malden, tây nam Luân Đôn. Khoảng 600 người Triều Tiên được tin là cư trú trong khu vực, điều đáng chú ý là cộng đồng Hàn Quốc cũng đông đáng kể.
Theo báo cáo của Eurostat, tổng cộng 820 người Bắc Triều Tiên đã sinh sống ở các quốc gia thuộc Liên minh châu Âu trong giai đoạn từ 2007-2016, với gần 90% trong số họ sống ở Đức và Anh.

### Lào
Đài Phát thanh Quốc tế Công cộng đưa tin vào năm 2011 rằng Lào, cùng với Việt Nam và Myanmar, phần lớn không có thiện cảm với những người đào tẩu Triều Tiên. Điều đó khiến người đào tẩu thường vượt biên đến Thái Lan thay vì dừng lại ở Lào do chính quyền nước này vẫn có thể trục xuất họ. Mặc dù Lào từng được coi là nơi trú ẩn an toàn, vào ngày 27 tháng 5 năm 2013, chín người đào thoát đã bị bắt ở đây và bị trục xuất trở lại Triều Tiên gây ra sự phẫn nộ quốc tế một phần vì một trong những người đào thoát là con trai của một kẻ từng bắt cóc các công dân Nhật Bản.

### Thái Lan
Thái Lan vốn hoan nghênh những người đào thoát Triều Tiên nên thường là điểm cuối cùng trên hành trình đào tẩu từ Trung Quốc của họ. Tuy nhiên, trước đó người tị nạn sẽ phải đi bộ nhiều ngày xuyên những khu rừng rậm ở Lào và phải vừa lẩn trốn vừa chạy trong đêm tối để tránh các lực lượng tuần tra biên phòng. Để vào được lãnh thổ Thái Lan, những người tị nạn sẽ phải dùng thuyền hoặc ca nô để vượt qua sông Mekong rộng lớn.
Tuy chính quyền Bangkok cũng xem những người tị nạn Triều Tiên là những kẻ di cư bất hợp pháp, họ lại bàn giao những người tị nạn này cho đại sứ quán Hàn Quốc thay vì trả về Triều Tiên. Điều này là do chính phủ Hàn Quốc công nhận người Triều Tiên bản địa trên toàn bộ bán đảo Triều Tiên là công dân của họ. Nhận ra điều đó, nhiều người tị nạn Triều Tiên đã chủ động đầu thú với cảnh sát Hoàng gia Thái Lan ngay sau khi họ vượt biên vào nước này. Trước khi được bàn giao cho Hàn Quốc, họ vẫn phải chịu án tù vì nhập cảnh bất hợp pháp; tuy nhiên, hầu hết các bản án này đều là án treo.

### Việt Nam
Mặc dù Việt Nam vẫn là một đất nước cộng sản chính thức và duy trì mối quan hệ ngoại giao với Triều Tiên, nhưng sự gia tăng đầu tư của Hàn Quốc vào Việt Nam đã khiến chính phủ Hà Nội nhiều lần phải lặng lẽ cho phép người tị nạn Triều Tiên di chuyển tới Seoul. Sự hiện diện ngày càng tăng của các tập đoàn Hàn Quốc ở Việt Nam cũng đã biến đây thành một thỏi nam châm cho những người đào thoát. Bốn trong số những nhân viên quản lý các ổ trú ẩn lớn nhất cho công dân Triều Tiên ở Việt Nam được điều hành bởi những người Triều Tiên đào tẩu và nhiều người đào thoát đã chỉ ra rằng họ đã chọn vượt qua biên giới từ Trung Quốc vào Việt Nam bởi họ đã nghe về những khu ẩn náu như vậy. Tháng 7 năm 2004, 468 người tị nạn Triều Tiên đã được đưa tới Hàn Quốc trong vụ đào tẩu hàng loạt lớn nhất. Trước tiên, Việt Nam đã cố giữ vai trò của mình trong bí mật hàng không để tránh ảnh hưởng đến mối quan hệ với Triều Tiên, và trước thoả thuận này, thậm chí những nguồn giấu tên trong chính phủ Hàn Quốc cũng chỉ nói với các phóng viên rằng những kẻ đào thoát đến từ "một nước châu Á không xác định". Sau vụ vận chuyển hàng không 468 người trên, Việt Nam thắt chặt việc kiểm soát biên giới và trục xuất nhiều người quản lý của các ổ trú ẩn này về lại Triều Tiên.
Trên thực tế, do có quan hệ ngoại giao với Bình Nhưỡng, Việt Nam thường không chấp nhận người đào tẩu Triều Tiên và sẽ trục xuất họ trừ khi có sự can thiệp từ bên ngoài. Vào tháng 6 năm 2002, 17 người đào tẩu Bắc Triều Tiên được cho là đã bị lực lượng biên phòng Việt Nam bắt giữ và trục xuất sang Trung Quốc. Năm người Triều Tiên đào thoát ra đầu thú với Công an Thành phố Hồ Chí Minh vào tháng 5 năm 2004 trong đơn thỉnh cầu xin cho bay sang Hàn Quốc đã bị chính quyền Việt Nam trục xuất về Trung Quốc vào ngày 16 tháng 6.
Ngày 25 tháng 6 năm 2012, một nhà hoạt động Hàn Quốc họ là Yoo đã bị bắt ở Việt Nam vì giúp đỡ người tị nạn Triều Tiên để đào thoát. Trong một vụ khác, chín người Triều Tiên đã bị bắt vào ngày 22 tháng 10 năm 2015 và sau đó được cho là đã bị trục xuất đến thành phố Thẩm Dương của Trung Quốc. Tháng 4 năm 2019, ba trong só sáu người tị nạn Triều Tiên đã bị bắt ở Hà Tĩnh và bị trục xuất về nước qua ngả Trung Quốc. Đến tháng 11 năm 2019, 10 người đào thoát khác cũng bị cơ quan chức năng Việt Nam bắt giữ tại khu vực Bắc Trung Bộ và bàn giao lại cho Trung Quốc.
Tháng 12 năm 2019, 11 người Triều Tiên đã bị chính quyền Việt Nam bắt ở Lạng Sơn, gần biên giới Việt-Trung. Ngày 4 tháng 1 năm 2020, một nhóm hoạt động giúp đỡ người tị nạn có trụ sở tại Seoul cho biết nhờ có sự can thiệp của nhiều tổ chức châu Âu, Việt Nam đã trả tự do cho 11 người Bắc Triều Tiên nói trên để họ được bay sang Hàn Quốc. Nhiều tổ chức của châu Âu, phần lớn là các tổ chức phi chính phủ, đã đóng vai trò then chốt trong hồ sơ này.

### Hoa Kỳ
Vào ngày 5 tháng 5 năm 2006, một người Triều Tiên giấu tên đã được Hoa Kỳ cấp tình trạng tị nạn, đó cũng là lần đầu tiên Hoa Kỳ chấp nhận người tị nạn Triều Tiên kể từ khi Tổng thống George W. Bush ký Đạo luật Nhân quyền Triều Tiên vào tháng 10 năm 2004. Một nhóm người Triều Tiên tị nạn khác, đến từ một quốc gia Đông Nam Á giấu tên, bao gồm bốn phụ nữ nói rằng họ là nạn nhân của các cuộc hôn nhân cưỡng ép. Kể từ nhóm người tị nạn đầu tiên này, Hoa Kỳ đã thừa nhận khoảng 170 người tị nạn Bắc Triều Tiên vào năm 2014. Từ năm 2004 đến 2011, Hoa Kỳ chỉ thừa nhận 122 người tị nạn Bắc Triều Tiên và chỉ 25 người được tị nạn chính trị. Một số người Bắc Triều Tiên đã nhập cảnh bất hợp pháp, ước tính khoảng 200 người, và thường định cư trong cộng đồng người Triều Tiên ở Los Angeles. Một người dì và chú của Kim Jong-un đã sống ở Hoa Kỳ từ năm 1998.

### Canada
Số lượng người xin tị nạn và đào tẩu Triều Tiên đã gia tăng ở Canada kể từ năm 2006. Đài Á Châu Tự Do báo cáo rằng chỉ riêng trong năm 2007, hơn 100 đơn xin tị nạn đã được gửi, và những người tị nạn Triều Tiên đã đến từ Trung Quốc hoặc các nơi khác với sự giúp đỡ của các nhà truyền giáo và các tổ chức phi chính phủ ở Canada. Sự gia tăng nhanh chóng trong các đơn xin tị nạn đến Canada là do các lựa chọn hạn chế, đặc biệt là khi việc xin tị nạn trở nên khó khăn hơn. Vào ngày 2 tháng 2 năm 2011, Cựu Thủ tướng Stephen Harper đã gặp Kim Hye-sook, một người đào thoát Triều Tiên và cũng nhận được lời khuyên từ tiến sĩ Norbert Vollertsen, "Canada có thể thuyết phục Trung Quốc không buộc hồi hương người tị nạn Triều Tiên trở lại Triều Tiên, thay vào đó, hãy để họ đến Hàn Quốc và các quốc gia khác, bao gồm cả Canada." Đã có 780 người Triều Tiên đào thoát đang sống ở Canada vào năm 2016.

## Tái định cư ở Hàn Quốc
Bộ thống nhất Hàn Quốc là một tổ chức chính phủ chịu trách nhiệm chuẩn bị cho sự thống nhất trong tương lai giữa Bắc và Nam Triều Tiên. Họ chịu trách nhiệm cho các mối quan hệ Bắc-Nam bao gồm thương mại kinh tế, ngoại giao và truyền thông, và giáo dục thống nhất, bao gồm việc truyền bá nhận thức trong trường học và trong phạm vi công cộng. Do đó, Bộ Thống nhất là tổ chức chính quản lý những người đào thoát Bắc Triều Tiên trên lãnh thổ Hàn Quốc bằng cách thiết lập các quy trình nhập học và chính sách tái định cư. Bộ cũng có các cơ quan phụ trong khu vực được gọi là Trung tâm Hana giúp những người đào thoát trong cuộc sống hàng ngày của họ để chuyển tiếp suôn sẻ hơn vào xã hội Hàn Quốc.

### Trợ cấp
Năm 1962, chính phủ Hàn Quốc đã đưa ra "Luật đặc biệt về bảo vệ những người đào thoát khỏi miền Bắc", sau khi sửa đổi vào năm 1978, vẫn có hiệu lực cho đến năm 1993. Theo luật, mọi người đào thoát đều đủ điều kiện nhận gói viện trợ. Sau khi đến miền Nam, những người đào thoát sẽ nhận được một khoản trợ cấp. Quy mô của trợ cấp này phụ thuộc vào loại mà người đào ngũ cụ thể thuộc về (có ba loại như vậy). Các hạng mục được xác định bởi địa vị chính trị và trình độ học vấn của người đào thoát. Ngoài khoản trợ cấp này, những người đào thoát đã cung cấp thông tin hoặc thiết bị đặc biệt có giá trị đã được trao trợ cấp nhiều hơn. Trước năm 1997, các khoản thanh toán đã được cố định bằng vàng thỏi, chứ không phải Won Hàn Quốc, trong các nỗ lực chống lại sự ngờ vực đã ăn sâu về độ tin cậy của tiền giấy.
Nhà nước cung cấp cho một số người đào thoát căn hộ, và tất cả những người muốn học tập đều được cấp quyền vào một trường đại học mà họ lựa chọn. Các nhân viên quân sự được phép tiếp tục phục vụ trong quân đội Hàn Quốc, nơi họ được trao cùng cấp bậc mà họ đã từng nắm giữ trong quân đội Bắc Triều Tiên. Trong một khoảng thời gian sau khi những người đào thoát đến Hàn Quốc, họ cũng được cung cấp vệ sĩ cá nhân.
Năm 2004, Hàn Quốc đã thông qua các biện pháp mới gây tranh cãi nhằm làm chậm dòng người xin tị nạn vì họ đã lo lắng rằng ngày càng nhiều người Bắc Triều Tiên đi qua sông Áp Lục và sông Đồ Môn vào Trung Quốc và sẽ sớm tìm đường sang miền Nam. Các quy định thắt chặt các quy trình sàng lọc người đào tẩu và cắt giảm số tiền được trao cho mỗi người tị nạn từ, ₩28.000.000 ($24.180) đến, ₩10.000.000 ($8.636). Các quan chức Hàn Quốc cho biết các quy tắc mới nhằm ngăn chặn người Triều Tiên sống ở Trung Quốc sang Nam Triều Tiên, cũng như ngăn chặn người Bắc Triều Tiên có hồ sơ tội phạm xâm nhập.
Những người đào thoát trước tuổi nghỉ hưu nhận được Lợi ích sinh kế cơ bản khoảng ₩450.000 mỗi tháng, bao gồm các nhu yếu phẩm cơ bản, nhưng lại khiến họ nằm trong số những người về hưu nghèo nhất.

### Tái tạo nhân phẩm
Những người tị nạn Bắc Triều Tiên đến miền Nam trước tiên phải đối mặt với sự thẩm vấn chung của các nhà chức trách có thẩm quyền bao gồm Cơ quan Tình báo Quốc gia và Cơ quan Cảnh sát Quốc gia để đảm bảo rằng họ không phải là gián điệp. Sau đó họ được gửi đến Hanawon, một trung tâm tái định cư của chính phủ do Bộ Thống nhất Hàn Quốc điều hành, nhằm giúp những người đào tẩu nhanh chóng hòa nhập vào xã hội ở miền Nam. Tại đây, họ lần đầu tiên biết về Internet và học cách sử dụng điện thoại thông minh, tìm hiểu cách mở tài khoản ngân hàng và làm sao để gửi tiền hoặc rút tiền. Họ cũng được cung cấp thông tin về các cơ hội nghề nghiệp, về luật pháp Hàn Quốc và những khái niệm xa lạ như bình đẳng giới.
Ngoài ra còn có các tổ chức phi lợi nhuận và phi chính phủ tìm cách làm cho quá trình chuyển đổi văn hóa xã hội trở nên dễ dàng và hiệu quả hơn cho người tị nạn. Một tổ chức như vậy, Saejowi, cung cấp cho những người đào thoát sự trợ giúp y tế cũng như giáo dục về các chủ đề khác nhau, từ kỹ thuật lãnh đạo và tư vấn đến phòng ngừa và phòng chống bạo lực tình dục. Một tổ chức khác, PSCORE, điều hành các chương trình giáo dục cho người tị nạn, cung cấp các lớp học tiếng Anh hàng tuần và dạy kèm một kèm một.

### Thống kê
| Số lượng người đào thoát Triều Tiên di cư đến Hàn Quốc. | Số lượng người đào thoát Triều Tiên di cư đến Hàn Quốc. | Số lượng người đào thoát Triều Tiên di cư đến Hàn Quốc. | Số lượng người đào thoát Triều Tiên di cư đến Hàn Quốc. | Số lượng người đào thoát Triều Tiên di cư đến Hàn Quốc. | Số lượng người đào thoát Triều Tiên di cư đến Hàn Quốc. | Số lượng người đào thoát Triều Tiên di cư đến Hàn Quốc. | Số lượng người đào thoát Triều Tiên di cư đến Hàn Quốc. | Số lượng người đào thoát Triều Tiên di cư đến Hàn Quốc. | Số lượng người đào thoát Triều Tiên di cư đến Hàn Quốc. | Số lượng người đào thoát Triều Tiên di cư đến Hàn Quốc. | Số lượng người đào thoát Triều Tiên di cư đến Hàn Quốc. | Số lượng người đào thoát Triều Tiên di cư đến Hàn Quốc. | Số lượng người đào thoát Triều Tiên di cư đến Hàn Quốc. | Số lượng người đào thoát Triều Tiên di cư đến Hàn Quốc. | Số lượng người đào thoát Triều Tiên di cư đến Hàn Quốc. | Số lượng người đào thoát Triều Tiên di cư đến Hàn Quốc. | Số lượng người đào thoát Triều Tiên di cư đến Hàn Quốc. | Số lượng người đào thoát Triều Tiên di cư đến Hàn Quốc. | Số lượng người đào thoát Triều Tiên di cư đến Hàn Quốc. | Số lượng người đào thoát Triều Tiên di cư đến Hàn Quốc. | Số lượng người đào thoát Triều Tiên di cư đến Hàn Quốc. | Số lượng người đào thoát Triều Tiên di cư đến Hàn Quốc. |
| Năm                                                     | ~1998                                                   | ~2001                                                   | 2002                                                    | 2003                                                    | 2004                                                    | 2005                                                    | 2006                                                    | 2007                                                    | 2008                                                    | 2009                                                    | 2010                                                    | 2011                                                    | 2012                                                    | 2013                                                    | 2014                                                    | 2015                                                    | 2016                                                    | 2017                                                    | 2018                                                    | 2019                                                    | 2020                                                    | Tất cả                                                  |
| ------------------------------------------------------- | ------------------------------------------------------- | ------------------------------------------------------- | ------------------------------------------------------- | ------------------------------------------------------- | ------------------------------------------------------- | ------------------------------------------------------- | ------------------------------------------------------- | ------------------------------------------------------- | ------------------------------------------------------- | ------------------------------------------------------- | ------------------------------------------------------- | ------------------------------------------------------- | ------------------------------------------------------- | ------------------------------------------------------- | ------------------------------------------------------- | ------------------------------------------------------- | ------------------------------------------------------- | ------------------------------------------------------- | ------------------------------------------------------- | ------------------------------------------------------- | ------------------------------------------------------- | ------------------------------------------------------- |
| Nam                                                     | 831                                                     | 565                                                     | 510                                                     | 474                                                     | 626                                                     | 424                                                     | 515                                                     | 573                                                     | 608                                                     | 662                                                     | 591                                                     | 795                                                     | 404                                                     | 369                                                     | 305                                                     | 251                                                     | 299                                                     | 188                                                     | 168                                                     | 202                                                     | 39                                                      | 9,402                                                   |
| Nữ                                                      | 116                                                     | 478                                                     | 632                                                     | 811                                                     | 1,272                                                   | 960                                                     | 1,513                                                   | 1,981                                                   | 2,195                                                   | 2,252                                                   | 1,811                                                   | 1,911                                                   | 1,098                                                   | 1,145                                                   | 1,092                                                   | 1,024                                                   | 1,119                                                   | 939                                                     | 969                                                     | 845                                                     | 96                                                      | 24,256                                                  |
| Tất cả                                                  | 947                                                     | 1,043                                                   | 1,142                                                   | 1,285                                                   | 1,898                                                   | 1,384                                                   | 2,028                                                   | 2,554                                                   | 2,803                                                   | 2,914                                                   | 2,402                                                   | 2,706                                                   | 1,502                                                   | 1,514                                                   | 1,397                                                   | 1,275                                                   | 1,418                                                   | 1,127                                                   | 1,137                                                   | 1,047                                                   | 135                                                     | 33,658                                                  |

Kết quả một cuộc khảo sát do Quỹ tị nạn Bắc Triều Tiên thực hiện cho thấy khoảng 71% người Bắc Triều Tiên đã trốn sang Hàn Quốc kể từ khoảng năm 1998 là nữ. Tỷ lệ nữ đào thoát đã tăng từ 56% năm 2002 lên mức cao 85% vào năm 2018.
Tính đến tháng 2 năm 2014, nhân khẩu học trong độ tuổi của những người đào thoát Bắc Triều Tiên cho thấy 4% ở độ tuổi 0-9, 12% ở độ tuổi 10-19, 58% ở độ tuổi 20-39, 21% ở độ tuổi 40-59, và 4% đã qua 60. Hơn 50% người đào thoát đến từ tỉnh Hamgyong Bắc.
Tình trạng việc làm của những người đào thoát trước khi rời Bắc Triều Tiên là 2% giữ các công việc hành chính, 3% là lính (tất cả những người có khả năng được yêu cầu phải phục vụ 7-10 năm trong quân đội), 38% là "công nhân", 48% là thất nghiệp hoặc được người khác hỗ trợ, 4% là "dịch vụ", 1% làm việc trong nghệ thuật hoặc thể thao và 2% làm "chuyên gia".

### Nạn phân biệt
Theo một cuộc thăm dò của Ủy ban Nhân quyền Quốc gia Hàn Quốc, khoảng 50% người đào thoát nói rằng họ đã trải qua sự phân biệt đối xử vì lý lịch của họ. Hai vấn đề chính là họ không có khả năng chi trả cho chăm sóc y tế và điều kiện làm việc kém. Nhiều người phàn nàn về sự đối xử thiếu tôn trọng của các nhà báo. Theo Viện Nghiên cứu Bắc Triều Tiên, một phụ nữ đào thoát trẻ không theo học đại học có rất ít cơ hội kiếm sống ở miền Nam.
Những người đào tẩu Triều Tiên trong những năm 1970 và 1980 được truyền thông Hàn Quốc tung hô, ca ngợi họ là những người khao khát tự do. Nhưng điều đó đã thay đổi sau nạn đói đầu những năm 1990 ở Triều Tiên tạo ra làn sóng hàng trăm người tị nạn tìm cách đào thoát khỏi quê hương. Người Hàn Quốc từ đó tỏ ra khó chịu, thậm chí nghi ngờ và khinh miệt những người Triều Tiên đào tẩu. Do thiếu kiến thức và trình độ, những người Triều Tiên trốn chạy sang Hàn Quốc đối mặt với muôn vàn khó khăn khi tìm việc và kết bạn. Tỉ lệ thất nghiệp của họ lên tới 7%, gần gấp đôi so với tỉ lệ thất nghiệp trung bình ở Hàn Quốc. Trong khi đó, thu nhập hàng tháng của họ chỉ bằng khoảng một nửa so với mức lương trung bình ở miền Nam. Gần 20% người đào tẩu trở thành nạn nhân của các vụ lừa đảo, trộm cắp và các loại tội phạm khác. Một nghiên cứu cho thấy nhiều người mất sạch số tiền trợ cấp 19.000 USD mà chính phủ Seoul cấp cho họ để bắt đầu cuộc sống mới.
Một cựu binh sĩ Triều Tiên tên Joo Seung-hyeon từng đào thoát qua khu phi quân sự tiết lộ rằng anh đã liên tục bị từ chối mỗi khi nộp hồ sơ xin việc, kể cả những công việc chân tay đơn giản với thu nhập thấp, do là người Triều Tiên đào tẩu hoặc để lộ giọng miền Bắc khi phỏng vấn; nếu có cửa hàng đồng ý thuê thì cũng chỉ trả mức lương bằng một nửa so với người Hàn Quốc. Sau khi hơn 100 đơn xin việc bị từ chối, Joo lược bỏ thông tin mình là người Triều Tiên đào tẩu trong hồ sơ tìm việc và tập nói giọng miền Nam để che giấu xuất thân thật. Nhờ đó, anh bắt đầu nhận được một vài lời mời phỏng vấn và thậm chí xin việc thành công ở một số công ty.

### Sức khỏe tâm lý
Với các chương trình do chính phủ tài trợ hạn chế cho người di cư, người đào tẩu Triều Tiên phải đối mặt với những khó khăn về nghề nghiệp, y tế và giáo dục ở Hàn Quốc và phải dựa vào các tổ chức phi chính phủ. Bên cạnh việc phải trải qua hoàn cảnh cơ cực ở quê hương, những người đào tẩu có thể phải đối mặt với sự loại trừ xã hội. Trong một cuộc khảo sát với hơn 24.000 người Bắc Triều Tiên di cư đến Hàn Quốc trong khoảng thời gian từ tháng 8 đến tháng 12 năm 2012, 607 người được xác định là bị trầm cảm, lo lắng hoặc có ý định tự tử. Do sự ngờ vực giữa cả Bắc và Nam Triều Tiên, bằng chứng từ một nghiên cứu theo 182 người đào thoát cho thấy những người đào thoát không thể nhận được bảo hiểm y tế từ các bác sĩ. Các tổ chức liên chính phủ như Liên Hợp Quốc đã nhiều lần kêu gọi các quốc gia tiếp nhận những người đào thoát Bắc Triều Tiên, tăng cường nỗ lực xác định những người đào thoát có nguy cơ cao đối với sức khỏe tinh thần yếu, đồng thời cung cấp các dịch vụ y tế và hỗ trợ xã hội phù hợp. Cả nhà cung cấp công cộng và tư nhân đều không bị thuyết phục hỗ trợ do bản sắc chính trị.
Hầu hết những người đào thoát Bắc Triều Tiên trải qua những khó khăn nghiêm trọng liên quan đến điều chỉnh tâm lý và văn hóa một khi họ đã được tái định cư. Điều này xảy ra chủ yếu là do các điều kiện và môi trường khắc nghiệt mà người Bắc Triều Tiên đã từng sống ở chính đất nước họ, cũng như vì không thể hiểu đầy đủ về văn hóa, quy tắc và cách sống mới ở Hàn Quốc. Khó điều chỉnh thường xuất hiện dưới dạng rối loạn căng thẳng dưới dạng chấn thương tâm lý (PTSD), về cơ bản là rối loạn tâm thần phát triển sau khi một người phải trải qua một loạt những sự kiện tiêu cực trước đó. Trong trường hợp của những người tị nạn Bắc Triều Tiên, những sự kiện và trải nghiệm tiêu cực có thể bao gồm sự tàn bạo của chế độ, chết đói, áp lực tư tưởng, tuyên truyền, trừng phạt chính trị, lao động cưỡng bức, v.v. Trong nhiều trường hợp, những người đào thoát Bắc Triều Tiên dường như không thể dễ dàng điều chỉnh theo cách sống mới ngay cả khi nói đến dinh dưỡng. Theo nghiên cứu được tiến hành bởi Hiệp hội Dinh dưỡng Hàn Quốc, người Bắc Triều Tiên thông thường chỉ tiêu thụ một phần thức ăn nhỏ ở Bắc Triều Tiên hàng ngày, và tiếp tục thực hiện các thói quen tương tự ngay cả khi đã được cung cấp nhiều thực phẩm và nhu yếu phẩm.

### Bản sắc chính trị
Bản sắc chính trị là một yếu tố đáng kể trong sự phân chia văn hóa giữa Bắc và Nam Hàn. Trái với niềm tin phổ biến, người Hàn Quốc và Bắc Triều Tiên có chung ý thức về chủ nghĩa dân tộc và chủ nghĩa yêu nước; tuy nhiên, hầu hết người Hàn Quốc đều có thái độ tiêu cực đối với nước láng giềng phía Bắc. Năm 2010, Khảo sát xã hội chung Hàn Quốc (KGSS) đã tiến hành nghiên cứu trực diện hơn 1.000 người Hàn Quốc về quan điểm của họ về bản sắc dân tộc của những người đào thoát Bắc Triều Tiên hội nhập vào xã hội Hàn Quốc. Kết quả cho thấy cả Bắc và Nam Hàn đều đồng ý không ủng hộ việc thống nhất Triều Tiên. Điều này là do một số người Hàn Quốc đã nghi ngờ về những người đào thoát và ý định di cư thực sự của họ. Sự thành kiến của người Hàn Quốc chống lại Triều Tiên chủ yếu nhắm vào chủ nghĩa cộng sản và sự phân chia nghiêm ngặt về bản sắc dân tộc. So với người Bắc Triều Tiên, người Hàn Quốc có nhiều khả năng thể hiện thái độ tiêu cực đối với người di cư và ít tin vào sự thống nhất của bán đảo Triều Tiên. Kết quả từ khảo sát của KGSS khẳng định rằng ý tưởng về "một quốc gia, hai chính quyền" đã không còn tồn tại nữa.

## Biện pháp ngăn chặn của Triều Tiên
Chạy trốn khỏi Triều Tiên luôn là một canh bạc nguy hiểm, vì nếu thất bại, số phận của những người đào tẩu sẽ rất tồi tệ. Chính quyền họ Kim xem những người đào tẩu là những kẻ phản quốc, nếu bắt được sẽ tống họ vào các trại tù để trừng phạt, thậm chí hành quyết công khai. Trong giai đoạn nửa đầu năm 2016, Triều Tiên được cho là đã tử hình 60 người với tội danh này. Để ngăn chặn làn sóng đào tẩu, chính quyền Bình Nhưỡng gia cố biên giới bằng hàng rào điện, dây kẽm gai và thiết lập lực lượng biên phòng dày đặc hơn ở biên giới Trung-Triều, đồng thời gây sức ép với Trung Quốc để nước này siết chặt an ninh. Các nhà hoạt động cho hay Trung Quốc đã đẩy mạnh chiến dịch truy lùng, bắt giữ những người Triều Tiên cư trú trái phép trên lãnh thổ nước này. Kể từ tháng 7 năm 2017, ít nhất đã có 41 người đã bị bắt trên lãnh thổ Trung Quốc và được trả về Triều Tiên, tổ chức Quan sát Nhân quyền (HRW) tuyên bố hồi tháng trước.
Tháng 12 năm 2017, báo Daily NK cho biết Kim Jong-un đã đưa ra mệnh lệnh cho lính biên phòng nước này canh gác dọc biên giới Trung-Triều phải bắn ngay lập tức vào những công dân Triều Tiên nào tìm cách bỏ trốn sang Trung Quốc nếu tình cờ phát hiện. Có một điểm đáng chú ý trong chỉ thị trên, đó là thậm chí nếu một người đã băng qua điểm giữa của con sông Đồ Môn hay con sông Áp Lục nằm dọc biên giới với Trung Quốc thì lính biên phòng Triều Tiên vẫn có quyền bắn chết họ. Trước đây, các binh sĩ Triều Tiên chỉ được phép bắn vào những người bỏ trốn trước khi họ băng qua điểm giữa của hai con sông này.
Triều Tiên cũng quyết định ép di dân đang sinh sống ở ven bờ sông Đồ Môn đối diện địa phận Trung Quốc vào sâu trong nội địa nước này và một số khu dân cư ven sông đã bị quân đội phá hủy. Đồng thời, để tăng cường kiểm soát và ngăn chặn hoạt động đào thoát của người dân vùng biên, Triều Tiên đã chủ trương dò sóng điện thoại di động tại khu vực này bằng cách thành lập đội đặc nhiệm di chuyển trên xe jeep với thiết bị dò sóng điện thoại để bắt giữ những người đang bỏ trốn hoặc âm mưu bỏ trốn, vì các tổ chức môi giới thường sẽ dùng điện thoại liên lạc từ Trung Quốc với những người chuẩn bị đào tẩu ở Triều Tiên trước khi triển khai kế hoạch. Nhóm đặc nhiệm thường tuần tra xung quanh các ngôi làng và thậm chí là cả ở thành phố. Trong ngày đầu tiên đội đặc nhiệm Triều Tiên ra quân, năm người sử dụng điện thoại di động đã bị bắt giữ.
Ngoài ra, Bình Nhưỡng còn huy động một số lượng lớn các điệp viên tập trung ở các khách sạn thuộc địa phận Trung Quốc nằm ven biên giới Triều Tiên để săn lùng những người tị nạn lưu trú ở đây. Báo Daily NK cáo buộc cán bộ an ninh Triều Tiên đã sử dụng khách sạn Life's ở gần sông Áp Lục làm cơ sở để thực hiện các chiến dịch truy bắt những kẻ đào tẩu. Năm 2016, một người đào tẩu đã bị bắt giữ ở một đoạn Vạn Lý Trường Thành tại Đan Đông.

## Các tác phẩm hư cấu và viễn tưởng
- Gérard de Villiers, Le Défecteur de Pyongyang (SAS series, two volumes)
- Những người đào thoát: Chạy trốn khỏi Bắc Triều Tiên, phim tài liệu 2013
- Keurosing - phim 2008
- Không có gì để ghen tị: Cuộc sống bình thường ở Bắc Triều Tiên  của Barbara Demick tập trung vào cuộc sống trước và sau khi đào tẩu của một số người ở Chongjin
- Gió thổi - Một bộ kịch cuối tuần năm 2016 của MBC
- Nụ cười may mắn  - một cuốn truyện ngắn của Adam Johnson có câu chuyện tiêu đề có hai người đào tẩu thích nghi với cuộc sống ở Seoul.[16][88][89]
- Làm gì để sống: Hành trình của một cô gái Bắc Triều Tiên đi tìm Tự do bởi Park Yeon-mi, một nhà hoạt động nhân quyền, kể về hành trình đào tẩu khỏi "địa ngục" Triều Tiên đến Trung Quốc và sau đó là Hàn Quốc.[90]
- Trò chơi con mực (2021): Nhân vật Sae-Byeok là một người đã đào tẩu khỏi Bắc Triều Tiên

### Websites
- Crossing Heaven's Border PBS documentary follows North Korean defectors on a harrowing journey to freedom
- "Seoul Train" by Jim Butterworth, Lisa Sleeth and Aaron Lubarsky, 2004 PBS documentary, at Independent Lens PBS website. ("Seoul Train" Lưu trữ ngày 6 tháng 4 năm 2015 tại Wayback Machine at Global Voices PBS website)

### Lưu trữ
- UNHCR protests Chinese deportation of North Koreans
- "North Korean Refugees in China and Human Rights Issues: International Response and U.S. Policy Options", CRS Report to Congress, ngày 26 tháng 9 năm 2007
- Wolfowitz, Paul, "How to Help North Korea's Refugees", The Wall Street Journal, ngày 16 tháng 6 năm 2009
- "North Korean Refugees in China: Findings" Lưu trữ ngày 20 tháng 3 năm 2010 tại Wayback Machine, U.S. Congressional-Executive Commission on China, 2005 Annual Report.
- MacIntyre, Donald, "Nowhere to Run, Nowhere to Hide" Lưu trữ ngày 23 tháng 8 năm 2013 tại Wayback Machine, Time magazine, Monday, Jun. 25, 2001
- NK agent disguised as defector detained
- Revised law aims to up state employment of NK defectors
- https://www.koreatimes.co.kr/www/news/opinon/2010/07/137_69690.html. {{Chú thích báo}}: |title= trống hay bị thiếu (trợ giúp)|tựa đề= trống hay bị thiếu (trợ giúp)

### Đa phương tiện
- A film clip Đoạn phim "George Bush Meets with North Korean Defectors and Family Members of Japanese Abducted by North Korea" có sẵn để tải về tại Internet Archive [xem thêm]